# Clostridium schirmacherense
Il Clostridium schirmacherense è una specie di batterio appartenente alla famiglia delle Clostridiaceae.